# Fontaine du Peyra
La fontaine du Peyra est située sur la place du Peyra, à Vence, en France.

## Localisation
La fontaine est située dans le département français des Alpes-Maritimes, sur la commune de Vence.

## Historique
L'actuelle fontaine du Peyra, ou fontaine haute, a été réalisée en 1822 par l'architecte Étienne Goby. Elle a remplacé une autre fontaine qui datait de 1578 et avait elle-même pris la place d'une fontaine construite en 1439 par Ribellini. 
Elle est alimentée par l'eau de la source de la Foux. Cette source a alimenté Vence depuis l'époque romaine. Un premier aqueduc avait été réalisé dès le Ier siècle pour apporter l'eau à la cité et aux thermes. Jusqu'à la canalisation du Riou, en 1886, les fontaines haute et basse étaient les deux seules fontaines alimentant les habitants de Vence en eau potable.
L'édifice est classé au titre des monuments historiques le 5 octobre 1920.
Il apparaît en introduction du film muet Une vie sans joie, tourné en 1924 par Jean Renoir.